# Lombardia (Messico)
La città di Lombardia si trova nel comune di Gabriel Zamora nello stato di Michoacán. Ha 11.723 abitanti.
La città è stata fondata da immigrati italiani nel XIX secolo, ma oggi ci sono pochissimi abitanti di origine italiana.

## Storia
L'italiano Dante Cusi nel 1903 acquistò la Hacienda della trincea, che allora si chiamava "Lombardia". Questa azienda ha una superficie di 20.000 ettari, per 140 000 pesos. I suoi confini sono stati i fiumi marchese, a ovest, e Parota-Cassetti, est e sud.
L'Hacienda era un posto scarsamente popolate e deserto. Nel 1909 il Don Cusi guidato e finanziato dalla famiglia Dante compra Hacienda Ojo de Agua de la Cueva, di 35.000 ettari, del valore di 300 000 dollari, che chiamarono Nueva Italia . Queste due aziende per un totale di una superficie di 63.000 ettari, veniva coltivando solo un settimo il resto è usato per il pascolo e colture di limone.
Dopo aver fondato le Haciendas "La Lombardia" e Nueva Italia in Michoacán, Cusi uni le due con un suo servizio ferroviario. Entrambe le proprietà erano molto moderno per l'epoca, avevanoun Servizio medico, un mulino, moderni macchinari, laboratori per l'imballaggio del riso. C'era la scuole per i figli dei lavoratori, la chiesa e i giardini.
Entrambe le aziende erano considerate tra le 10 più produttiva e moderna in America Latina dell'epoca. Venne creato un impianto idrico per fornira di acqua e pianure dedicarsi al riso su larga scala.
Dopo la prima guerra mondiale, Cussi e i coloni italiani avevano portato, Lombardia ed essere piccola città.
Negli anni della seconda guerra mondiale la produzione agricola (in particolare il riso) di Lombardia venne esportazioni verso gli Stati Uniti e diede ricchezza alla comunità. Intorno al 1960 iniziò una crisi che ha danneggiato l'economia locale da allora la città è rimasta ad un livello di sopravvivenza. Attualmente registra una ridotti emigrazione.